# 바르카 (마조프셰주)

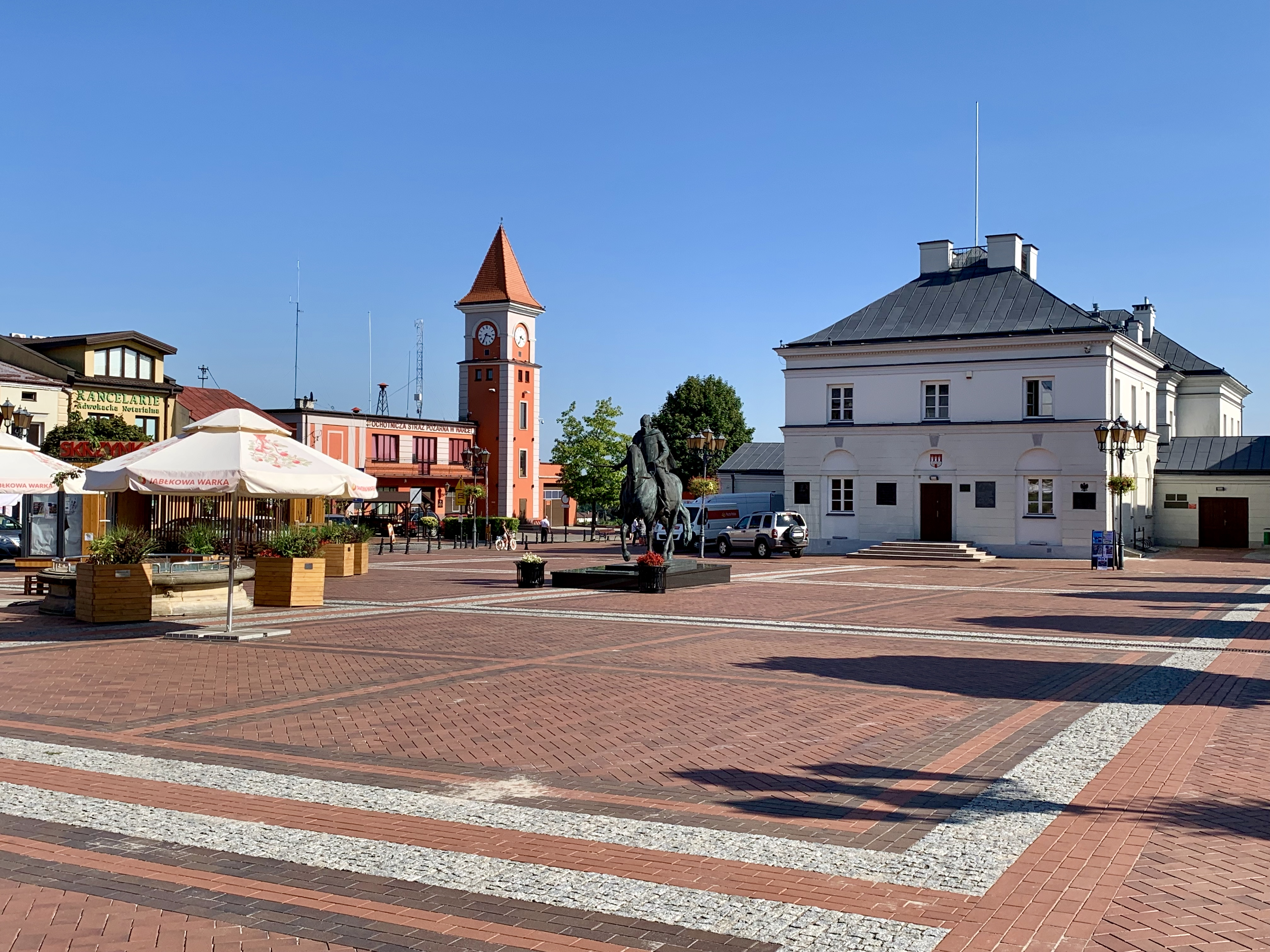
바르카의 광장 모습

바르카(폴란드어: Warka)는 폴란드 마조프셰주 그루예츠군의 마을이다. 필리차강 (바르샤바에서 남쪽으로 60km 또는 37마일)의 왼쪽 기슭에 위치하고 있으며, 인구는 11,858명(2013년 기준)이다.